# Lebak Bandung
Lebak Bandung is een bestuurslaag in het regentschap Jambi van de provincie Jambi, Indonesië. Lebak Bandung telt 10.284 inwoners (volkstelling 2010).